# Podospora anserina
Espèce
Podospora anserina est une espèce de champignon filamenteux ascomycète coprophile vivant sur les excréments d'herbivores. Il s'agit d'un organisme modèle utilisé en génétique, biologie cellulaire et moléculaire et mycologie. Il n'est pas pathogène pour l'humain.

## Taxonomie
Podospora anserina a été d'abord appelé Malinvernia anserina par Rabenhorst en 1857. Par la suite, son nom actuel a été publié dans l'ouvrage de Niessl von Mayendorf en 1883, qui est utilisé aujourd'hui comme référence pour la souche-type de laboratoire que l'on a appelé "Niessl". On le connaît également sous le nom de Pleurage anserina (Kuntze, 1898). 

## Génétique et génome
La génétique de P. anserina a été caractérisée dans l'ouvrage de Rizet et Engelmann en 1949 et revue par Esser en 1974. On estime que cette espèce a divergé à partir de Neurospora crassa il y a 75 millions d'années grâce à des analyses du gène codant l'ARNr 18S qui ont montré que des protéines orthologues des deux espèces partagent entre 60 et 70% d'homologie. Les groupes de gènes orthologues entre Aspergillus nidulans et Podospora anserina partagent 63% d'identité de séquences d'acides aminés primaires, et ce malgré le fait que ces espèces appartiennent à des classes différentes.
Le génome de Podospora anserina est entièrement séquencé ; sa taille est de 35 Mb répartis sur 7 chromosomes ainsi qu'un chromosome mitochondrial. Dans les années 1980, le chromosome mitochondrial a été séquencé. Puis, en 2003, une étude pilote a été lancée pour séquencer les régions bordant le centromère du chromosome V à l'aide de clones BAC et d'un séquençage direct. En 2008, un projet de séquençage du génome entier 10 fois plus important a été publié. La taille du génome est maintenant estimée à 35-36 mégabases. 
La manipulation génétique des champignons est difficile en raison de la faible efficacité de la recombinaison homologue et des intégrations ectopiques (insertion du gène à un endroit indésirable) et donc d'un obstacle aux études génétiques (remplacement des allèles et knock-outs). Bien qu'en 2005, une méthode de délétion de gènes (knock-outs) ait été développée sur la base d'un modèle pour Aspergillus nidulans qui impliquait une transformation du plasmide cosmide, un meilleur système pour Podospora a été développé en 2008 en utilisant une souche qui manquait de protéines de jonction terminale non-homologiques (protéine Ku), connue chez Podospora sous le nom de PaKu70). Cette méthode prétendait que 100% des transformants subissent une recombinaison homologue souhaitée conduisant à un remplacement allélique (après la transformation, la délétion de PaKu70 peut être restaurée par croisement avec une souche de type sauvage pour produire une descendance avec seulement la délétion génique ciblée ou l'échange allélique, par exemple une mutation ponctuelle).

## Cycle de vie
Chez P. anserina, un cycle complet se fait en 7 à 10 jours à 27 °C (température optimale de croissance).
Dans la nature, la spore doit passer à travers le tractus digestif d'un herbivore pour que la germination puisse se faire. Cette germination se fait sur l'excrément de l'herbivore et donne naissance à un mycélium. P. anserina est hermaphrodite, c'est-à-dire que le mycélium développe à la fois des structures sexuelles femelles (ascogones) et des structures mâles (spermaties). Ce champignon est également hétérothallique, ce qui signifie que deux mycéliums pourront faire une reproduction sexuée uniquement s'ils sont de types sexuels complémentaires. Chez P. anserina ces types sexuels sont appelés mat+ et mat- et sont déterminés par un locus situé sur le chromosome 1.
Le plus souvent dans l'environnement, le mycélium de P. anserina est hétérocaryotique et contient à la fois des noyaux mat+ et des noyaux mat- ; un seul mycélium peut donc produire des spores à l'issue d'une méiose. Cette propriété est appelée pseudo-homothallisme. 
Toutefois, P. anserina peut développer de façon auto-entretenue un prion [Het-s], qui est un agrégat amyloïde de la protéine analogue de même nom, l'autre analogue Het-S ne produisant pas de prion. Grâce à ce prion, la fusion d'une souche [Het-s] et d'une souche HET-S déclenche une réaction d'incompatibilité, et entraîne la mort cellulaire.
Les spores sont organisées par quatre en asques eux-mêmes contenus dans la fructification appelée périthèce. Ces spores sont ensuite violemment projetées loin de l'excrément afin d'être ingérées par un nouvel herbivore.

## Recherche
Podospora anserina est un organisme modèle utilisé dans la recherche en génétique, sur le vieillissement (sénescence, dégénérescence cellulaire), le développement ascomycète, l'incompatibilité hétérocaryotique (reproduction sexuée chez les champignons), les prions et la physiologie mitochondriale et péroxysomale. On peut facilement cultiver ce champignon (par exemple sur du dextrose de patate ou sur du milieu farine de maïs + agar ou même du milieu synthétique) et facilement le manipuler en utilisant les outils moléculaires modernes. 

### Souches
Leur morphologie est très variable et dépend de la souche spécifique considérée.
- ΔPaKu70 est utilisée pour augmenter la recombinaison homologue dans les protoplastes lors des transformations afin de créer des délétions de gènes ou des mutations d'allèles d'intérêt. Une telle souche peut être obtenue en transformant des protoplastes avec un ADN linéaire qui encadre le gène PaKu70 avec une cassette antibiotique, puis en sélectionnant les souches et en les vérifiant par PCR[12].
- Mn19 est une souche à longue durée de vie utilisée pour étudier la sénescence. Elle est dérivée de la souche A+-84-11 après avoir été cultivée sur du manganèse. Cette souche particulière aurait vécu plus de 2 ans dans un tube couvrant plus de 400 cm de croissance végétative[15].
- ΔiΔviv est une souche immortelle qui ne montre aucun signe de sénescence. Elle produit une pigmentation jaune. L'absence de viv a augmenté la durée de vie en jours d'un facteur 2,3 par rapport au type sauvage et l'absence de i de 1,6 ; cependant, la souche n'a montré aucun signe de sénescence pendant toute l'étude et a été végétative pendant plus d'un an. Ces gènes sont synergiques et sont physiquement étroitement liés[16].
- AL2 est une souche à longue durée de vie. L'insertion d'un plasmide mitochondrial linéaire contenant al-2 montre une durée de vie accrue. Cependant, les isolats naturels qui présentent une homologie avec al-2 ne présentent pas d'augmentation de leur durée de vie[17].
- Δgrisea est une souche à longue durée de vie et un mutant d'absorption du cuivre. Cette souche a une plus faible affinité pour le cuivre et donc des niveaux de cuivre intracellulaire plus faibles, ce qui conduit à l'utilisation de la voie de l'oxydase alternative résistante au cyanure, PaAOX, au lieu du complexe COX mitochondrial dépendant du cuivre. Cette souche présente également un ADNmt plus stable. L'utilisation du cuivre est similaire à celle de la souche Δex1[18].
- Δex1 est une "souche immortelle" qui a été cultivée pendant plus de 12 ans et ne présente toujours pas de signes de sénescence. Cette souche respire en utilisant une voie métabolique résistante au cyanure et sensible au SHAM. Cette délétion perturbe le complexe COX[18].
- s est la souche de type sauvage utilisée dans de nombreuses études ; il s'agit de celle décrite par Esser en 1974[6].

### Vieillissement
Podospora anserina a une durée de vie définie et présente une sénescence phénotypique (par une croissance plus lente, moins d'hyphes aériennes et une production accrue de pigments dans les hyphes distales). Cependant, les isolats montrent soit une durée de vie accrue, soit l'immortalité. Pour étudier le processus de vieillissement, de nombreuses manipulations génétiques visant à produire des souches immortelles ou à augmenter la durée de vie ont été effectuées. En général, la mitochondrie et le chromosome mitochondrial sont étudiés. En effet, pendant la respiration, des espèces réactives de l'oxygène sont produites qui limitent la durée de vie et, avec le temps, l'ADN mitochondrial défectueux peut s'accumuler,. Sachant cela, l'attention des chercheurs s'est portée sur la disponibilité de nutriments, la respiration (synthèse de l'ATP) et les oxydases comme la cytochrome c oxydase. Les caroténoïdes, des pigments que l'on trouve également dans les plantes et qui sont bénéfiques pour la santé des humains, sont connus pour être présents dans des champignons comme l'ancêtre divergent de Podospora, Neurospora crassa. Chez N. crassa (et d'autres champignons), les gènes caroténoïdes, appelés al, assurent une protection contre les rayons UV. La surexpression de al-2 chez Podospora anserina a augmenté sa durée de vie de 31 %. Des études sur la restriction calorique montrent qu'une alimentation réduite, comme en sucre, augmente la durée de vie (probablement en raison d'un ralentissement du métabolisme et donc d'une diminution de la production des espèces réactives à l'oxygène ou de gènes de survie induits). On a également constaté que les niveaux de cuivre intracellulaire étaient corrélés à la croissance. Ceci a été étudié chez les souches déplétées en protéines Grisea et ex1, ainsi que chez une souche de type s sauvage. Podospora sans Grisea (qui est un facteur de transcription lié au cuivre) avait des niveaux de cuivre intracellulaire diminués, ce qui a conduit à l'utilisation d'une voie respiratoire alternative qui, par conséquent, a produit moins de stress oxydatif.

### Incompatibilité hétérocaryotique
Les gènes suivants, tant alléliques que non alléliques, sont impliqués dans l'incompatibilité végétative (seuls ceux clonés et caractérisés sont répertoriés) : het-c, het-c, het-s, idi-2, idi-1, idi-3, mod-A, mode-D, mod-E, psp-A. Podospora anserina contient au moins 9 loci het.

### Enzymes particulières
Podospora anserina est connu pour produire des laccases, un type particulier de phenoloxydases.

## Métabolites secondaires
Il est bien connu que de nombreux organismes, dans tous les domaines, produisent des métabolites secondaires. Les champignons sont connus pour être prolifiques à cet égard. L'extraction de tels produits était déjà bien avancée dans les années 1990 pour le genre Podospora. En particulier pour Podospora anserina, deux nouveaux produits naturels classés comme pentakétides, plus précisément des dérivés de benzoquinones, ont été découverts ; ils ont montré des activités antifongiques, antibactériennes et cytotoxiques. Le transfert horizontal de gènes est courant chez les bactéries et entre procaryotes et eucaryotes, mais il est plus rare entre les organismes eucaryotes. Entre les champignons, les groupes de métabolites secondaires sont de bons candidats pour le transfert horizontal de gènes. Par exemple, un groupe de gènes ST fonctionnels qui produit de la stéigmatocystine a été trouvé chez Podospora anserina et est originaire d'Aspergillus. Ce groupe est bien conservé, notamment les sites de liaison des facteurs de transcription. La stéréigmatocystine elle-même est toxique et est un précurseur d'un autre métabolite toxique, l'aflatoxine.